# Sportfederatie Actief
Sportfederatie Actief is een vereniging van verschillende sporten in Eelde en Paterswolde. Onder de Sportfederatie Actief vallen de sporten: voetbal, handbal, judo, volleybal, tafeltennis, gymnastiek, turnen, zwemmen en trampolinespringen. De federatie is opgericht op 27 september 1927. De sportfederatie is aangesloten bij de KNVB, KNGB, NHV, NeVoBo, KNZB, judobond en de NTTB. Ook heeft de sportfederatie haar eigen blad, genaamd de Activiteiten.